# ハラッド
『ハラッド』は、原由子の2作目のベスト・アルバム。2010年6月23日にCDで発売。発売元はタイシタレーベル / SPEEDSTAR RECORDS。
2016年12月12日より主要配信サイトにてダウンロード配信、2019年12月20日からはストリーミング配信を開始。

## 背景・リリース
2010年4月25日、朝日新聞の朝刊全国版にて原と桑田佳祐によるコメントとともに、「どうする? どう剃る? 原由子! 詳しくは明日（26日）のsas-fan.net（サザンオールスターズの旧公式サイト）にて!」という文章が掲載された。翌26日、メディアを通して本作の発売を発表。
前作『Loving You』（1998年発売）から12年4か月ぶりとなるベスト・アルバム。前作では原名義の楽曲のみが収録されたが、本作ではサザンオールスターズのシングル・アルバムにおいて原がメインボーカルを務めた楽曲からも選曲され、桑田作詞・作曲による書き下ろし楽曲も収録された。
原のアルバムとしては初となる初回限定盤と通常盤の2タイプをリリース。初回限定盤には原が責任監修を務めた特別本「はらぼん」を封入。
アルバムタイトルは、サザンオールスターズのバラード・ベスト『バラッド '77〜'82』をもじっており、本作はその番外編という位置づけとなっている。

## プロモーション
2010年7月4日、本作の発売を記念して自身19年ぶりとなるワンマンライブ「原 由子スペシャル『はらばん』鎌倉ライブ」（鎌倉芸術館大ホール）を開催。また、およそ8分にわたる、Y団 / ベスト・オブ・ハラッド～原由子 Golden Melodies Mix～（Z団名義で発表されたサザンオールスターズのリミックス・アルバム『江ノ島 Southern All Stars Golden Hits Medley』のパロディ）が制作され、公式ホームページやYouTubeなどで公開された。

## 批評
本作の制作にあたり、原はこれまでの作品を振り返って「桑田にいい曲をいっぱい作ってもらったんだ」と感じ、涙が止まらなくなったという。

## 収録曲
- 通常盤・初回限定盤共通収録。既発曲の解説は各収録作品を参照のこと。

### Disc 1
1. 京都物語
（作詞・作曲・編曲：桑田佳祐、ストリングスアレンジ：原由子[11]）
本作のために書き下ろされた楽曲[12]。
2. 恋は、ご多忙申し上げます
（作詞・作曲：桑田佳祐、編曲：桑田佳祐・Head Arrengers）
原の4枚目シングル。
3. 鎌倉物語
（作詞・作曲：桑田佳祐、編曲：サザンオールスターズ、ストリングスアレンジ：大谷幸）
サザンオールスターズの1985年に発売されたアルバム『KAMAKURA』に収録。
4. 私はピアノ
（作詞・作曲：桑田佳祐、編曲：サザンオールスターズ、ストリングスアレンジ・ホーンアレンジ：八木正生）
サザンオールスターズの1980年に発売されたアルバム『タイニイ・バブルス』に収録。
5. 流れる雲を追いかけて
（作詞・作曲：桑田佳祐、編曲：サザンオールスターズ、ストリングスアレンジ・ホーンアレンジ：八木正生）
サザンオールスターズの1982年に発売されたアルバム『NUDE MAN』に収録。
6. Loving You
（作詞：原由子、作曲・編曲：HARABOSE）
原の2枚目シングル「うさぎの唄」カップリング曲。
7. そんなヒロシに騙されて
（作詞・作曲：桑田佳祐、編曲：サザンオールスターズ）
サザンオールスターズの1983年に発売されたアルバム『綺麗』に収録。
8. I Love Youはひとりごと
（作詞・作曲：桑田佳祐、編曲：HARABOSE、ストリングアレンジ・ホーンアレンジ：八木正生）
原のソロデビューシングル。
9. シャボン
（作詞・作曲：桑田佳祐、編曲：サザンオールスターズ、ストリングスアレンジ：八木正生）
サザンオールスターズの1984年に発売されたアルバム『人気者で行こう』に収録。
10. 横浜 Lady Blues
（作詞・作曲：桑田佳祐、編曲：桑田佳祐・Head Arrangers）
原の5枚目シングル。
11. いちょう並木のセレナーデ
（作詞・作曲：桑田佳祐、編曲：桑田佳祐・Head Arrangers
原の2枚目アルバム『Miss YOKOHAMADULT YUKO HARA 2nd.』に収録。
12. あじさいのうた
（作詞・作曲：原由子、編曲：桑田佳祐・藤井丈司）
原の6枚目シングル。
13. ためいきのベルが鳴るとき
（作詞・作曲：桑田佳祐、編曲：小林武史）
原の9枚目シングル。
14. ナチカサヌ恋歌
（作詞・作曲：桑田佳祐、編曲：サザンオールスターズ）
サザンオールスターズの1990年に発売されたアルバム『Southern All Stars』に収録。
15. 愛して愛して愛しちゃったのよ（歌：原由子 & 稲村オーケストラ）
（作詞・作曲:浜口庫之助、編曲：小林武史・桑田佳祐）
原の10枚目シングル。
16. 第三の男 (bonus track)
（作詞：Jack Golden・Michael Car、作曲：Anton Caras、編曲：斎藤誠）
ヱビスビール CMソング。
Disc-1のボーナストラック、キャロル・リードが監督務めた同名映画主題歌のカバー。

### Disc 2
1. ハートせつなく
（作詞・作曲：桑田佳祐、編曲：小林武史・桑田佳祐）
原の11枚目シングル。
2. 恋の歌を唄いましょう
（作詞・作曲：桑田佳祐、編曲：サザンオールスターズ、ストリングスアレンジ：中西俊博・サザンオールスターズ）
サザンオールスターズの1996年に発売されたアルバム『Young Love』に収録。
3. じんじん
（作詞・作曲：桑田佳祐、編曲：小林武史・桑田佳祐）
原の12枚目シングル。
4. 花咲く旅路
（作詞・作曲：桑田佳祐、編曲：小林武史・桑田佳祐）
原の3枚目アルバム『MOTHER』に収録。
5. 少女時代
（作詞・作曲：原由子、編曲：小林武史・桑田佳祐）
アルバム『MOTHER』に収録。
6. ポカンポカンと雨が降る (レイニー ナイト イン ブルー)
（作詞・作曲：桑田佳祐、編曲：小林武史・サザンオールスターズ）
サザンオールスターズの1992年に発売されたアルバム『世に万葉の花が咲くなり』に収録。
7. みんないい子 (わるい子ヴァージョン)（歌：桑田佳祐・原由子）
（作詞・作曲・編曲：桑田佳祐）
原曲は香取慎吾&原由子名義による1997年発売のシングル「みんないい子」。ベストアルバム『Loving You』への収録にあたり香取のパートを桑田が再録音している。
8. 唐人物語 (ラシャメンのうた)
（作詞・作曲：桑田佳祐、編曲：サザンオールスターズ）
サザンオールスターズの1998年に発売されたアルバム『さくら』に収録。
9. 涙の天使に微笑みを
（作詞・作曲・編曲：桑田佳祐、ストリングアレンジ：島健）
原の14枚目シングル。
10. いつでも夢を（歌：桑田佳祐・原由子）
（作詞：佐伯孝夫、作曲：吉田正、編曲：片山敦夫、ストリングスアレンジ：山本拓夫）
カバーアルバム『東京タムレ』に収録。
11. リボンの騎士
（作詞・作曲：桑田佳祐、編曲：サザンオールスターズ・斎藤誠・片山敦夫）
サザンオールスターズの2005年に発売されたアルバム『キラーストリート』に収録。
12. 夢を誓った木の下で（歌：ハラフウミ）
（作詞・作曲：渡和久・原由子、編曲：亀田誠治）
2007年にリリースされた風味堂とのコラボレート・ハラフウミ名義のシングル。
13. 潮風のエトランゼ
（作詞・作曲：原由子、編曲：桑田佳祐）
シングル「夢をアリガトウ」カップリング曲。
14. 夢をアリガトウ
（作詞・作曲・編曲：桑田佳祐）
原の15枚目シングル。
15. 想い出のリボン
（作詞・作曲：桑田佳祐、編曲：小林武史・桑田佳祐）
アルバム『MOTHER』に収録。